# NGC 4586
NGC 4586 је спирална галаксија у сазвежђу Девица која се налази на NGC листи објеката дубоког неба.
Деклинација објекта је + 4° 19' 7" а ректасцензија 12h 38m 28,3s. Привидна величина (магнитуда) објекта NGC 4586 износи 11,7 а фотографска магнитуда 12,6. Налази се на удаљености од 17,5000 милиона парсека од Сунца. NGC 4586 је још познат и под ознакама UGC 7804, MCG 1-32-122, CGCG 42-187, VCC 1760, IRAS 12359+0435, PGC 42241.